# Aaron Ciechanover
Aaron Ciechanover, né le 1er octobre 1947 à Haïfa en Israël, est un biologiste israélien. Avec Avram Hershko et Irwin Rose, il est colauréat du prix Nobel de chimie de 2004 « pour leur découverte de la dégradation contrôlée des protéines par l'ubiquitine ».

## Biographie
Né à Haïfa en Israël, il reçoit son master of science en 1971 et son M.D. en 1974 à l'école de médecine de Hadassah de l'université hébraïque de Jérusalem. Il reçoit en 1982 son doctorat en médecine du Technion à Haïfa.
En 2010, il est professeur dans l'unité de biochimie et directeur de l'institut Rappaport pour la recherche médicale au Technion.
Il est membre de l'Académie pontificale des sciences et de l'Académie israélienne des sciences et lettres.

## Publications
- Hershko, A., Ciechanover, A., et Rose, I.A. (1979) « Resolution of the ATP-dependent proteolytic system from reticulocytes: A component that interacts with ATP ». Proc. Natl. Acad. Sci. USA 76, p. 3107-3110.
- Hershko, A., Ciechanover, A., Heller, H., Haas, A.L., et Rose I.A. (1980) « Proposed role of ATP in protein breakdown: Conjugation of proteins with multiple chains of the polypeptide of ATP-dependent proteolysis ». Proc. Natl. Acad. Sci. USA 77, p. 1783-1786.